# Antoni Oleszczyński

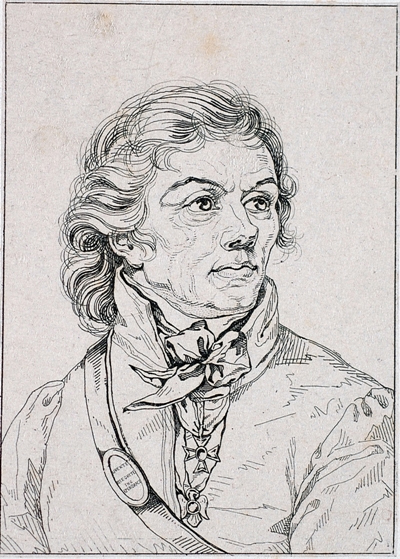
Antoni Oleszczyński – Tadeusz Kościuszko (staloryt, 1833)

Antoni Oleszczyński (ur. 16 stycznia 1794 w Krasnymstawie, zm. 28 lutego 1879 w Paryżu) – polski artysta grafik, autor miedziorytów i stalorytów.
Studiował w latach 1817–1824 na Cesarskiej Akademii Sztuk Pięknych w Petersburgu w pracowni N.I. Utkina, od roku 1825 w Paryżu w pracowni J.B. Régnaulta i J.T. Richomme′a, od roku 1829 we Florencji. Zamieszkał na stałe w Paryżu. Na zamówienie rządu Stanów Zjednoczonych projektował i sztychował banknoty.
Był bratem Seweryna (1801-1876) i Władysława (1807-1866) Oleszczyńskich. Wraz z tym drugim utrzymywał wieloletnią przyjaźń z Juliuszem Słowackim.
W zbiorach Muzeum Narodowego w Warszawie znajduje się jego Portret Mikołaja Kopernika z roku 1841 i stylizowana podobizna Słowackiego.

## Życiorys
Urodził się w rodzinie sędziego w Krasnymstawie. Znanymi artystami byli również jego dwaj młodsi bracia: litograf i ilustrator Seweryn Oleszczyński (1801-1876) oraz rzeźbiarz i grafik Władysław Oleszczyński (1807-1866).
Pracując w warszawskim biurze Rady Królestwa Polskiego ofiarował carowi Aleksandrowi I w 1816 r. próbki swej kaligrafii, po czym z carskiej rekomendacji przyjęto go na koszt państwa do Cesarskiej Akademii Sztuk Pięknych w Sankt Petersburgu.
W latach 1817–1824 uczył się tam sztuki grawerowania. Był wybitnym uczniem znanego rosyjskiego grawera prof. Utkina. W 1819 i 1820 r. otrzymał za osiągnięcia w nauce medale srebrne (mały i duży). W 1824 r. ukończył kurs i został wyróżniony złotym medalem za portret A. Kokorinowa wygrawerowany na podstawie oryginału D. Lewickiego.
Następnie wysłany na szkolenie za granicą na koszt rządu Królestwa Polskiego, od 1825 roku pracował w Paryżu pod kierunkiem Richomme′a i Regnaulta. Po czterech latach spędzonych we Francji przeniósł się do Florencji. W 1832 r. cesarz Mikołaj I polecił zatrudnienie go w Cesarskiej Akademii Sztuk Pięknych. Artysta zdecydował się jednak pozostać w Paryżu, gdzie wykonując grawiury mieszkał aż do śmierci. W końcowych latach życia zajmował się również malarstwem ceramicznym.

## Twórczość
Był autorem wielu prac graficznych w postaci miedziorytów i stalorytów. Tworzył portrety, krajobrazy, podejmował też tematy historyczne i społeczne (niemal wyłącznie polskie). W Paryżu wykonał wiele prac grawerskich dla publikacji Chodźki i Grabowskiego Pologne illustrée. Pierwotnie publikował swe prace jako poszczególne arkusze, a następnie przygotował i wydał w formie albumów dwa zbiory grafik: Rozmaitości polskie (Paryż 1832-1833) oraz Wspomnienia o Polakach, co słynęli w obcych i odległych krajach (Paryż 1843). Miał udział w zilustrowaniu i wydaniu publikacji Dzieje narodu polskiego Lucjana Siemieńskiego.